# Pole dopływowe
Pole dopływowe, Pole zasilające (ang. incoming feeder) - jest to pole rozdzielni, przez które energia dopływa do szyn zbiorczych, tzn. znajduje się ono na końcu linii zasilającej stację elektroenergetyczną.